# بئر فضة
بئر الفضة بلدية تابعة لدائرة عين الملح بولاية المسيلة. بلغ عدد سكانها حوالي 4258 نسمة وفقًا لإحصائيات سنة 2008.